# Joaquim Lopes (patrão de salva-vidas)
Patrão Joaquim Lopes (Olhão, 18 de agosto de 1800 — Paço de Arcos, 1890) foi um pescador e patrão de salva-vidas, um benemérito heróico reconhecido em Portugal e no estrangeiro pelas vidas que salvou do mar.

## Biografia
Joaquim Lopes nasceu em 18 de agosto de 1800.
Pouco depois de ter aprendido a ler e escrever, começou a trabalhar no mar. Mais exactamente foi no mesmo ano, 1808, em que decorreu a revolta de Olhão contra os franceses e em que acontece a viagem do caíque Bom Sucesso ao Brasil para avisar o príncipe regente, D. João VI, da restauração da província.
Aos 19 anos Joaquim Lopes emigrou como pescador para Gibraltar mas, sem grande sucesso. Regressa a Portugal aos 21 anos indo viver  para a vila de Paço de Arcos, onde trabalhou como remador da falua do Bugio.
Em Paço de Arcos tornou-se patrão de salva-vidas, tendo-se destacado por imensa bravura ao salvar centenas de vidas na Barra do Tejo.

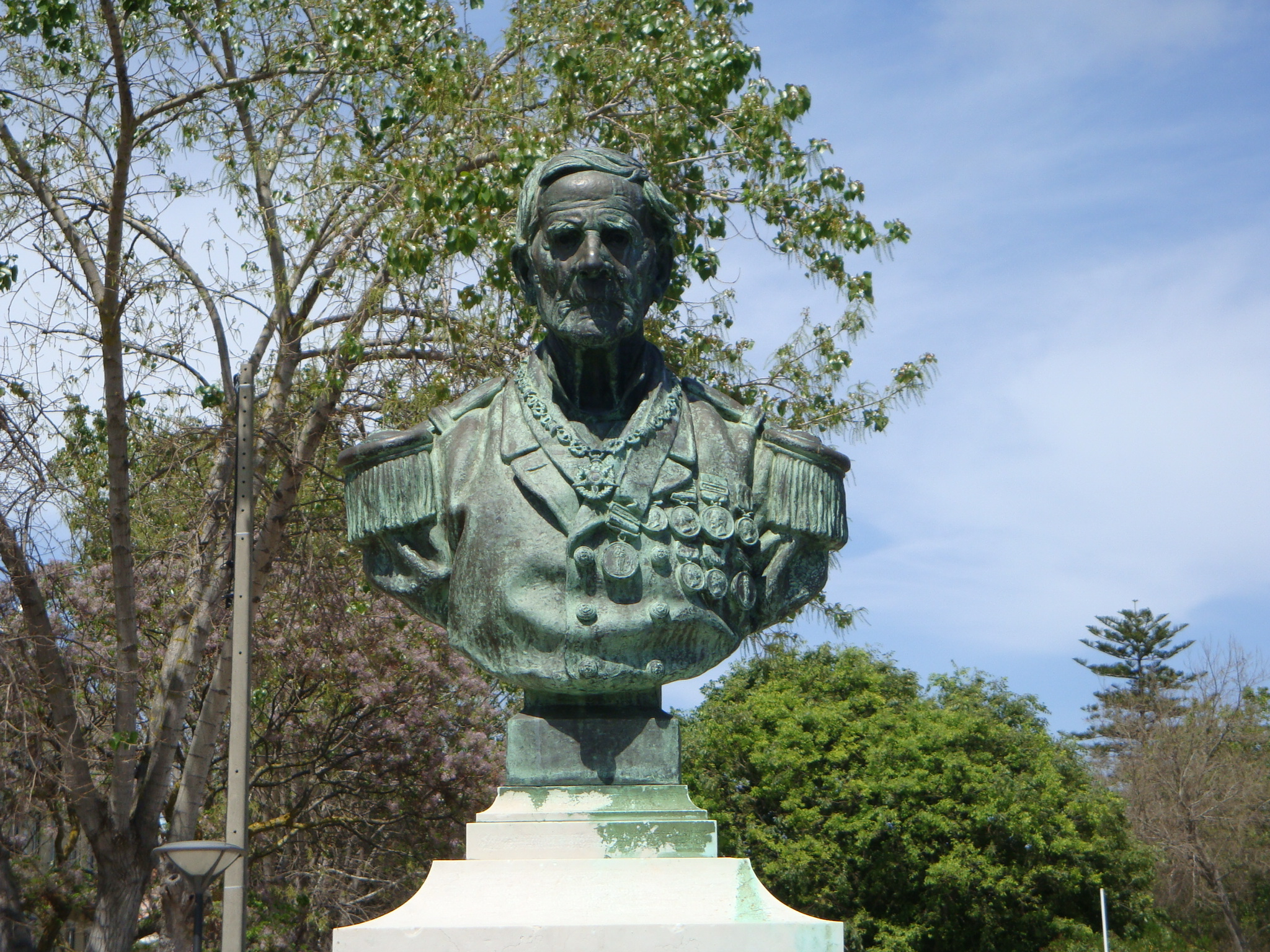
Busto num jardim de Paço de Arcos

Joaquim Lopes foi condecorado com a Ordem da Torre e Espada pelo Rei D. Luís, a patente de 2.º Tenente da Armada pela Marinha, e uma condecoração do governo britânico pelo salvamento da tripulação de duas escunas inglesas.
Joaquim Lopes morreu em Paço de Arcos.
Teve funeral nacional organizado pela Marinha Portuguesa, a qual também atribuiu o seu nome a um vapor de salvação, o NRP Patrão Lopes.
No cemitério de Oeiras pode-se visitar o seu mausoléu, e em Paço de Arcos existe um monumento de homenagem na rotunda da Avenida Marquês de Pombal.
Na sua terra natal, Olhão, no Jardim Patrão Joaquim Lopes, inaugurado em 1957 em frente à Ria Formosa, foi colocado um seu busto em 1976 com alguns versos de Tomás Ribeiro:
| “               | Ganhou que as traz ao peito hábitos e medalhas Nunca matando irmãos, mas a rasgar mortalhas | ” |
| — Tomás Ribeiro |                                                                                             |   |